# スーパー刑事ボロンゴ
スーパー刑事ボロンゴ（The Mumbly Cartoon Show）とは、アメリカ合衆国のテレビアニメ。ハンナ・バーベラ・プロダクション製作。アメリカでは1976年9月11日から1977年9月3日までABCで放送された。

## 概要
トレンチコートを着たボロンゴが、探偵のガミツキーと一緒に悪いやつらをやっつける物語。ボロンゴのキャラ原点は『チキチキマシン猛レース』・『スカイキッドブラック魔王』のケンケン。

## 日本での放送
| 放送局  | 放送日                  | 放送時間                 | 放送内容                                  | 出典        |
| ------- | ----------------------- | ------------------------ | ----------------------------------------- | ----------- |
| NHK総合 | 1977年8月16日           | 火曜 17時55分 - 18時10分 | 変身博士 ゴリジュース 落書き魔 カラーマン | [ 1 ]       |
| NHK総合 | 1977年8月19日           | 金曜 17時55分 - 18時10分 | 怪力キッコリー 牛泥棒ビーフスキー         | [ 2 ]       |
| NHK総合 | 1978年8月21日 - 8月28日 | 毎日 17時40分 - 17時55分 | 全9回分                                   | [ 3 ] [ 4 ] |

## キャラクター
ボロンゴ
声 - ドン・メシック（草野大悟）
ガミツキー
声 - ジョン・スティーブンソン（小松方正）

## エピソードリスト
1. 魔術師ニンジャーマン / 脱走モグラマン
2. 大暴れキング・ボング / 金庫破りニャンゴロー
3. 怪盗ビューマン / ビックリカーのヒゲワルマン
4. 怪力キッコリー / 牛泥棒ビーフスキー
5. 散らかし魔ガラクター / 放射人間ストッパー
6. 幽霊海賊　フトヒゲ / 雪ゴリラ・シロゴン
7. 追い出しマン　ヘムロック / 宇宙人　スペースオー
8. 変身博士　ゴリジュース / 落書き魔　カラーマン